# Synagoga v Rakovníku
Synagoga stojí 150 m severně od Husova náměstí města Rakovník ve Vysoké ulici jako čp. 232. Je chráněna jako kulturní památka České republiky a je využívána Rabasovou galerií.

## Popis a historie
Budova synagogy vznikla v letech 1763–1764 přestavbou původního obytného domu, který sloužil od roku 1736 i jako modlitebna. O třicet let později došlo k další přestavbě a jejímu zvětšení, v roce 1865 pak byl zvětšen hlavní sál. Roku 1917 byla budova modernizována, takže se v přízemním patře nacházela předsíň, modlitební sál a pokoj s kuchyní pro šámese, o patro výše pak měl byt rabín a nacházela se tam galerie pro ženy a zasedací síň. V roce 1920 byla poškozena požárem a o sedm let později byla zrekonstruována do současné podoby. V její těsné blízkosti stála budova chederu a rabinátu, která je také využívána Rabasovou galerií.

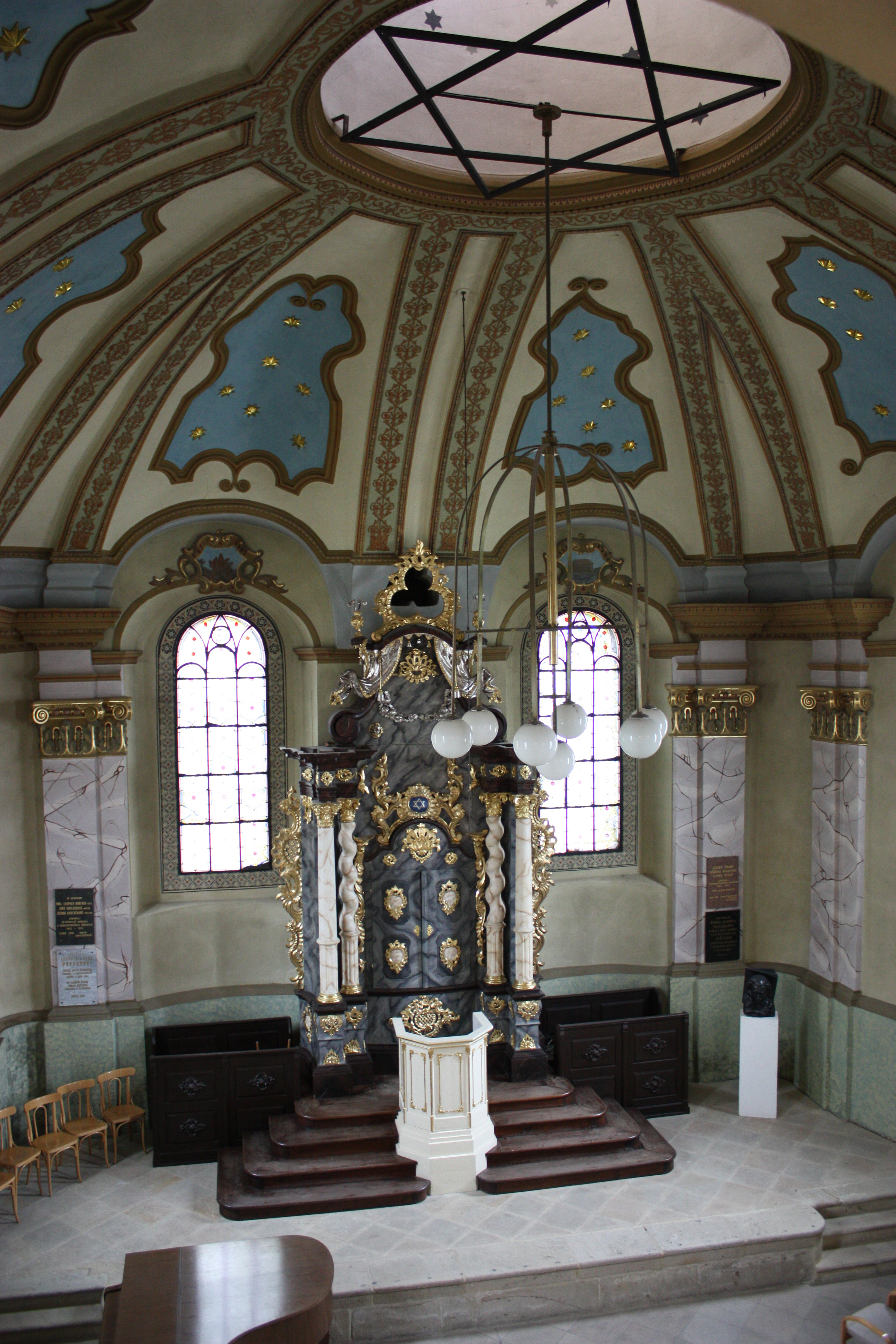
Čelo modlitebního sálu, nyní koncertní síně

Bohoslužby se zde konaly do druhé světové války, přičemž se zde na základě zcela unikátní dohody mezi židovskou obcí a církví československou husitskou už od roku 1938 pravidelně střídaly sobotní bohoslužby židovské s křesťanskými v neděli. Během nacistické okupace místní židovská obec zanikla a k jejímu obnovení již nedošlo. Tóra ze synagogy byla už před válkou odvezena do USA, kde byla rekonstruována a dnes je uložena v New Yorku, jehož židovské obci byla darována.
Sbor čs. církve husitské pak budovu využíval do začátku 50. let 20. století, pak však byla dlouho opuštěna. Až v 90. letech byla postupně rekonstruována, nicméně galerie zůstala oddělena od modlitebního sálu a začala se využívat k výstavám.
Modlitební sál v současnosti slouží jako koncertní sál, v jehož přední části se zachoval rokokový aron ha-kodeš. Z předsíně se do něj vstupuje kamenným portálem, jež nese pozlacený hebrejský nápis „Toto je brána k Bohu, kterou vcházejí spravedliví“ datující se lety 1887–1888. V interiéru je zrekonstruovaná barokní výzdoba, v tomto typu budovy zcela ojedinělá.